# Katrin Garfoot
Katrin Garfoot (Eggenfelden, 8 de octubre de 1981) es una ciclista profesional germano-australiana con nacionalidad australiana. Como juvenil, en Alemania, practicaba atletismo y con 16 años se le dijo que podía ser buena ciclista debido a su perfil fisiológico pero ella rechazó esos consejos para dedicarse a otras actividades. En 2011 comenzó a disputar el calendario nacional australiano de ciclismo hasta que en el 2013, con 31 años, fue 4.ª en el Campeonato Oceánico Contrarreloj y ganadora del Campeonato Oceánico en Ruta, ese año cosechó varias victorias en el calendario amateur lo que la dio acceso en el 2014 a participar con su selección en carreras internacionales. En 2014 no desentonó y cosechó aceptables resultados en carreras internacionales destacando el 16.ª en la Flecha Valona Femenina (puntuable para la Copa del Mundo), el 2.º en la Gracia-Orlová y el 4.ª en el Tour de la Isla de Zhoushan. Eso no pasó desapercibido para el Orica-AIS quien la fichó debutando como profesional a mediados del 2014, con 32 años,) siendo su primera carrera el Giro de Italia Femenino. Posteriormente ha seguido cosechando buenos resultados y victorias en categoría profesional.

## Palmarés
2013 (como amateur)
- Campeonato Oceánico en Ruta

2014 (como amateur)
- 3.ª en el Campeonato de Australia en Ruta

2015
- Campeonato Oceánico Contrarreloj
- 3.ª en el Campeonato Oceánico en Ruta
- 1 etapa del Tour de Nueva Zelanda Femenino

2016
- Campeonato de Australia Contrarreloj
- Tour Down Under Femenino, más 1 etapa
- 1 etapa del Tour de Catar Femenino
- Campeonato Oceánico Contrarreloj
- Chrono Champenois-Trophée Européen
- 3.ª en el Campeonato del Mundo Contrarreloj

2017
- Campeonato de Australia Contrarreloj
- Campeonato de Australia en Ruta
- 1 etapa de la Emakumeen Euskal Bira
- 3.ª en el Campeonato Mundial Contrarreloj
- 2.ª en el Campeonato Mundial en Ruta

2018
- Campeonato de Australia Contrarreloj
- 1 etapa del Santos Women's Tour

## Resultados en Grandes Vueltas y Campeonatos del Mundo
Durante su carrera deportiva ha conseguido los siguientes puestos en las Grandes Vueltas femeninas y en los Campeonatos del Mundo en carretera:
| Carrera              | Carrera              | 2013 | 2014 | 2015 | 2016 | 2017 |
| -------------------- | -------------------- | ---- | ---- | ---- | ---- | ---- |
|                      | Giro de Italia       | —    | 28.ª | 39.ª | —    | —    |
|                      | Tour de l'Aude       | X    | X    | X    | X    | X    |
|                      | Grande Boucle        | X    | X    | X    | X    | X    |
| Mundial en Ruta      | Mundial en Ruta      | —    | 48.ª | 29.ª | —    | 2.ª  |
| Mundial Contrarreloj | Mundial Contrarreloj | —    | 11.ª | 4.ª  | 3.ª  | 3.ª  |

—: no participa

X: ediciones no celebradas

## Equipos
- Orica-AIS (2014[5] -2017)
  - Orica-AIS (2014-2016)
  - Orica-Scott (2017)